# Джетер, Майкл
Майкл Джетер (англ. Michael Jeter, 26 августа 1952 — 30 марта 2003) — американский актёр.

## Биография
Майкл Джетер родился в Лоуренсбурге, штат Теннесси, 26 августа 1952 года в семье стоматолога. В юности он мечтал стать врачом и поступил в Университет Мемфиса на отделение медицины, но проучившись там некоторое время, более заинтересовался актёрским мастерством. Он принял участие в постановках нескольких пьес в местном театре, а затем, покинув Мемфис, перебрался в Балтимор, где продолжил свою карьеру на театральной сцене. Пытать счастье сразу в Нью-Йорке он не стал, так как считал, что это довольно трудно без членства в трудовом союзе актёров.
Его упорство и актёрский профессионализм в итоге всё-таки привели его в Нью-Йорк, после того как его заметил театральный режиссёр Томми Тун и пригласил на роль в пьесу «Девятое облако». Джетер за короткое время добился успеха и к концу 1989 года уже состоялся его дебют на Бродвее в мюзикле «Гранд отель», за роль в котором в следующем году он был удостоен премии «Тони».
На телевидении он стал появляться ещё в начале 1980-х годов в небольших ролях в фильмах и телесериалах. На экранах он обычно играл чудаков или размазней, как в фильмах «Король-рыбак» (1991), «Зона высадки» (1994) и «Страх и ненависть в Лас-Вегасе» (1998). Иногда ему доставались и более серьёзные роли, такие как в фильмах «Король воздуха» (1997), «Зелёная миля» (1999), «Парк юрского периода III» (2001) и «Открытый простор» (2003). В 1992 году он стал обладателем премии «Эмми» за свою роль в ситкоме «Вечерняя тень». Более молодой аудитории он был известен как мистер Нудл в детской передаче «Улица Сезам», в котором снимался с 2000 по 2003 год.
Майкл Джетер был геем, не скрывающим своей ориентации. Его постоянным партнёром был Шон Блю, с которым он встречался с 1995 года. После того как он был инфицирован ВИЧ, у него начались проблемы с наркотиками и алкоголем. За довольно короткий срок актёр почти полностью поник и перестал появляться на экранах. Последней его работой в кино стало озвучивание двух инженеров в анимационном фильме «Полярный экспресс», который вышел на экраны уже после его смерти и был посвящён памяти актёра. Майкл Джетер умер от эпилептического приступа 30 марта 2003 года в Лос-Анджелесе на 51-м году жизни.

## Избранная фильмография
| Год  |    | Русское название               | Оригинальное название           | Роль                   |
| ---- | -- | ------------------------------ | ------------------------------- | ---------------------- |
| 1979 | ф  | Волосы                         | Hair                            | Шелдон                 |
| 1986 | ф  | Долговая яма                   | The Money Pit                   | Эрни                   |
| 1989 | ф  | Насмерть                       | Dead Bang                       | доктор Кранц           |
| 1989 | ф  | Танго и Кэш                    | Tango And Cash                  | Скиннер                |
| 1990 | ф  | Перекрёсток Миллера            | Miller’s Crossing               | Адольф                 |
| 1991 | ф  | Король-рыбак                   | The Fisher King                 | бездомный кабаре-певец |
| 1993 | ф  | Действуй, сестра 2             | Sister Act 2: Back in the Habit | отец Игнатиус          |
| 1994 | ф  | Зона высадки                   | Drop Zone                       | Эрл Лиди               |
| 1995 | ф  | Водный мир                     | Waterworld                      | старик Грегор          |
| 1997 | ф  | Король воздуха                 | Air Bud                         | Норм Снивли            |
| 1997 | ф  | Мышиная охота                  | MouseHunt                       | Куинси Торп            |
| 1998 | ф  | Страх и ненависть в Лас-Вегасе | Fear and Loathing in Las Vegas  | Л. Рон Бамквист        |
| 1998 | ф  | Голый король                   | The Naked Man                   | Стикс                  |
| 1998 | ф  | Кровавый четверг               | Thursday                        | доктор Джервис         |
| 1998 | ф  | Целитель Адамс                 | Patch Adams                     | Руди, пациент          |
| 1999 | ф  | Настоящее преступление         | True Crime                      | Дейл Портерхаус        |
| 1999 | ф  | Зелёная миля                   | The Green Mile                  | Эдуард Делакруа        |
| 2001 | ф  | Парк юрского периода III       | Jurassic Park III               | мистер Юдески          |
| 2002 | ф  | Добро пожаловать в Коллинвуд   | Welcome to Collinwood           | Тото                   |
| 2003 | ф  | Открытый простор               | Open Range                      | Перси                  |
| 2004 | мф | Полярный экспресс              | Polar Express                   | Смоки / Стимер         |

## Награды
- 1990 — Тони — Лучший актёр в мюзикле («Гранд отель»)
- 1992 — Эмми — Лучший актёр второго плана в комедийном сериале («Вечерняя тень»)